# 257. pehotni polk (Italija)
257. pehotni polk Tortona je bil pehotni polk Kraljeve italijanske kopenske vojske.

## Zgodovina
Med prvo svetovno vojno je bil polk nastanjen na soški fronti. Novembra 1917 je bil polk preimenovan v 21. pehotni polk.